# Oligolimax cephalonica
Oligolimax cephalonica is een slakkensoort uit de familie van de Vitrinidae. De wetenschappelijke naam van de soort is voor het eerst geldig gepubliceerd in 1980 door Rahle.